# Marie-Claire Alain
Marie-Claire Alain (født 10. august 1926 i Saint-Germain-en-Laye, død 26. februar 2013 i Le Pecq, Paris) var en fransk organist og musikpædagog. Hun blev især kendt for sin mange indspilninger. 

## Historie
Hun var datter af komponisten og organisten Albert Alain. Hendes to søskende Olivier (1918-1994) og Jehan (1911-1940) var komponister og organister.
Marie-Claire Alain studerede orgel ved Marcel Dupré på Conservatoire de Paris, og klaver med Yves Nat. Sidstnævnte rådede hende til at spille orgel, da han mente hun havde "organist hænder".
Som koncert organist afholdte hun over 2.000 koncerter over hele verden, og lavede over 260 indspilninger med orgelværker af blandt andre Johann Sebastian Bach, Dietrich Buxtehude, Nicolaus Bruhns, Georg Böhm, François Couperin, Nicolas de Grigny, Louis-Claude Daquin, Johann Pachelbel, Felix Mendelssohn Bartholdy, César Franck, Jehan Alain, samt orgelkoncerter af Francis Poulenc, Georg Friedrich Händel, Carl Philipp Emanuel Bach, Joseph Haydn, Wolfgang Amadeus Mozart og Antonio Vivaldi.
Marie-Claire Alain var en meget efterspurgt underviser. Fra 1956 til 1972 underviste hun på sommerakademiet for organister i Haarlem, Holland. Hun gav også Master Class i hele verden.

## Udvalgte anerkendelser og priser
- Léonie Sonnings Musikpris (1980)
- Ridder af Dannebrog
- Æresdoktor ved Colorado State University
- Æresdoktor ved Southern Methodist University
- Grand Officier af Æreslegionen (2012)